# Лаурия, Луча
Луча Лаурия (итал. Lucia Lauria; 4 марта 1896 года — 28 июня 2009 года) — итальянская долгожительница. С 6 января 2009 года до своей смерти являлась старейшим живущим человеком Европы.

## Биография
Луча Лаурия родилась 4 марта 1896 года в Пьетрапертозе, Базиликата, Италия. В неизвестный момент времени родила троих детей, одного из которых она пережила.
Она не имела особых проблем со здоровьем, кроме операции на желчном пузыре в 1953 году.
13 января 2007 года, после смерти Марии Негри, Лаурия стала старейшим живущим человеком в Италии. Спустя два года, 6 января 2009 года, после смерти Мануэлы Фернандес-Фоджако, стала старейшим живущим человеком в Европе.
Её семья была очень конфиденциальной, поэтому на её 113-летии никто из журналистов не присутствовал. Она отпраздновала свой последний день рождения со своей дочкой и зятем, которые ухаживали за ней в течение последних 30 лет.
По сообщениям итальянских СМИ, Луча любила проводить дни на балконе, глядя на сограждан.
Утром 28 июня 2009 года Луча Лаурия скончалась у себя дома в Пьетрапертозе, Базиликата, Италия. На момент смерти её возраст составлял 113 лет, 116 дней.

## См.также
- Долгожитель
- Список старейших людей в мире
- Список старейших женщин
- Список старейших жителей Европы